# Jacek
Jacekⓘ, Jacenty – imię męskie greckiego pochodzenia (gr. Ὑάκινθος Hyakinthos, hiacynt), od zlatynizowanej formy imienia Hiacynt (łac. Hyacinthus).
Według mitologii imię to nosił Hiacynt (Hyakintos), syn Amyklasa i Diomede. Zazdrosny Zefir skierował na niego dysk rzucony przez Apollina, którego Hiacynt był ulubieńcem. W miejscu zroszonym krwią zabitego Hiacynta wyrosły kwiaty, nazwane jego imieniem. Imię to nosili antyczni Grecy, a później chrześcijanie. Do Polski trafiło w formie „Jacenty”, zdrobniale „Jacek”. W Polsce notowane od XII w. (św. Jacek Odrowąż), imię popularne jest od XVII w.
Jacek imieniny obchodzi: 10 lutego, 16 marca, 3 lipca, 17 sierpnia i 11 września.

## Odpowiedniki w innych językach
- esperanto: Jakvo[5]
- hiszpański: Jacinto
- portugalski: Jacinto
- węgierski: Jácint
- włoski: Giacinto

## Osoby noszące imię Jacek
- Jacek (Hiacynt) Odrowąż (1183–1257) – polski dominikanin, święty Kościoła katolickiego
- Jacek Dydyński h. Nałęcz (ur. ?, zm. 1649) – szlachcic, stolnik sanocki, zwany przez współczesnych Jackiem nad Jackami
- Jacek Baluch – bohemista
- Jacek Bartkiewicz – ekonomista
- Jacek Bartosiak – prawnik, adwokat i geopolityk
- Jacek Bartoszcze (1961–2005) – polski generał
- Jacek Bartyzel (ur. 1956) – polski publicysta, działacz opozycji w czasach PRL
- Jacek Bąk (ur. 1973) – polski piłkarz
- Jacek Bednarski (ur. 1939) – polski szachista
- Jacek Bednarz (ur. 1967) – polski piłkarz
- Jacinto Benavente, hiszpański dramaturg, laureat Nagrody Nobla w dziedzinie literatury za rok 1922
- Jacek Berensztajn (ur. 1973) – polski piłkarz
- Jacek Bocheński (ur. 1926) – polski pisarz
- Jacek Bogucki (ur. 1959) – polski inżynier i działacz polityczny
- Jacek Borkowski (ur. 1959) – polski aktor
- Jacek Braciak (ur. 1968) – polski aktor
- Jacek Brysz (ur. 1989) – polski judoka
- Jacek Brzostyński (ur. 1954) – polski aktor i lektor telewizyjno-filmowy
- Jacek Chrzanowski (ur. 1970) – polski gitarzysta basowy
- Jacek Cichoń (ur. 1953) – polski matematyk i informatyk
- Jacek Cygan (ur. 1950) – polski autor piosenek, poeta, scenarzysta
- Jacek Cyran (ur. 1979) – polski judoka
- Jacek Czachor (ur. 1967) – polski motocyklista rajdowy
- Jacek Dąbała (ur. 1959) – polski pisarz i scenarzysta
- Jacek Dehnel (ur. 1980) – polski poeta
- Jacek Dębski (1960-2001) – polski działacz polityczny, biznesmen
- Jacenty Dędek (ur. 1966) – polski fotoreporter
- Jacek Dukaj (ur. 1974) – polski pisarz science fiction
- Jacek Fafiński (ur. 1970) – polski zapaśnik
- Jacek Falfus (ur. 1951) – polski geodeta i działacz polityczny
- Jacek Fedorowicz (ur. 1937) – polski satyryk i aktor
- Jacek Fredro (1770–1828) – polski polityk ziemski
- Jacek Gdański (ur. 1970) – polski szachista
- Jacek Gmoch (ur. 1939) – polski trener piłkarski
- Jacek Gollob (ur. 1969) – polski żużlowiec
- Jacek Graniecki (Tede) (ur. 1976) – polski raper
- Jacek Inglot (ur. 1962) – polski pisarz
- Jacek Janiszewski (ur. 1960) – polski działacz polityczny
- Jacek Jaracz – polski sumita
- Jacek Jaworek - pracownik budowlany, morderca
- Jacek Jerz (ur. 1944) – działacz opozycyjny
- Jacek Jezierski (ur. 1949) – biskup diecezjalny elbląski
- Jacenty Jędrusik (ur. 1954) – polski aktor, reżyser, wykładowca Akademii Muzycznej w Katowicach
- Jacek Jędrzejak (ur. 1963) – polski basista i wokalista
- Jacek Jońca (ur. 1966) – polski dziennikarz sportowy
- Jacek Kacprzak (ur. 1970) – polski piłkarz
- Jacek Kaczmarski (1957–2004) – polski poeta, pieśniarz i prozaik
- Jacek Kałucki (ur. 1953) – polski aktor, reżyser, dramaturg
- Jacek Karnowski (ur. 1963) – polski samorządowiec
- Jacek Karnowski (ur. 1976) – polski dziennikarz
- Jacek Kawalec (ur. 1961) – polski aktor filmowy i dubbingowy
- Jacek Kazimierski (ur. 1959) – polski piłkarz (bramkarz), trener
- Jacek Kiełb (ur. 1988) – polski piłkarz
- Jacek Kochanowski (ur. 1973) – polski socjolog, spec. queer studies
- Jacek Komuda (ur. 1972) – polski pisarz
- Jacek Kościelniak (ur. 1963) – polski ekonomista i działacz polityczny
- Jacek Kowalczyk (ur. 1981) – polski piłkarz
- Jacek Kowalski (ur. 1964) – polski bard, poeta i tłumacz
- Jacek Krukowski (ur. 1969) – polski jeździec
- Jacek Krzynówek (ur. 1976) – polski piłkarz
- Jacek Krzyżaniak (ur. 1968) – polski żużlowiec
- Jacek Kuroń (1934–2004) – polski działacz społeczny i polityczny
- Jacek Kurowski (ur. 1976) – polski dziennikarz sportowy
- Jacek Kurski (ur. 1966) – polski dziennikarz i działacz polityczny
- Jacek Kuźmiński (ur. 1975) – polski trójboista siłowy
- Jacek Kuźmiński (ur. 1978) – polski judoka
- Jacek Lipiński (ur. 1966) – polski samorządowiec
- Jacek Łaszczok-Stachursky (ur. 1966) – polski piosenkarz (znany jako Stachursky)
- Jacek Łągwa (ur. 1969) – polski wokalista muzyki pop
- Jacek Majchrowski (ur. 1947) – polski prawnik i samorządowiec (prezydent Krakowa)
- Jacek Malczewski (1854–1929) – polski malarz
- Jacek Mejer (Mezo) (ur. 1982) – polski raper
- Jacek Mikołajczak (ur. 1960) – polski aktor, dubbinger
- Jacek Namieśnik (ur. 1949) – polski chemik, rektor Politechniki Gdańskiej
- Jacek Niwelt (ur. 1941) – polski skrzypek, koncertmistrz
- Jacek Olter (1972–2001) – polski muzyk jazzowy
- Jacek Pałucha (ur. 1966) – polski piosenkarz, malarz i aktor
- Jacek Paszulewicz (ur. 1977) – polski piłkarz
- Jacek Piechota (ur. 1959) – polski działacz polityczny
- Jacek Piekara (ur. 1965) – polski pisarz
- Jacek Podsiadło (ur. 1964) – polski poeta
- Jacek Poniedziałek (ur. 1965) – polski aktor
- Jacek Protasiewicz (ur. 1967) – polski działacz polityczny
- Jacek Regulski (zm. 1999) – polski muzyk (gitarzysta)
- Jacek Ropski (ur. 1981) – polski skrzypek
- Jacek Andrzej Rossakiewicz (ur. 1956) – polski malarz
- Jacek Różański (1907–1981) – oficer NKWD i MBP
- Jacek Rykała (ur. 1950) – polski malarz
- Jacenty Sachowicz (1813–1875) – polski malarz
- Jacek Salij (ur. 1942) – polski teolog, dominikanin
- Jacek Saryusz-Wolski (ur. 1948) – polski działacz polityczny
- Jacek Sawaszkiewicz (1947–1999) – polski pisarz
- Jacek Skubikowski (1954–2007) – polski piosenkarz
- Jacek Socha (ur. 1954) – polski ekonomista i działacz polityczny
- Jacek Tomasz Stupnicki (1934–2005) – polski specjalista budowy i eksploatacji maszyn
- Jacek Strojny (ur. 1977) – specjalista w zakresie zarządzania projektami, zarządzania publicznego oraz rozwoju regionalnego
- Jacek Sutryk (ur. 1978) – polski socjolog, od 2018 prezydent Wrocławia
- Jacek Sykulski – polski kompozytor i dyrygent
- Jacek Szymanderski (ur. 1945) – polski socjolog i działacz polityczny
- Jacek Tomczak (ur. 1973) – polski działacz polityczny, radca prawny
- Jacek Wilk (ur. 1974) – polski polityk. W latach 2015–2019 poseł
- Jacek Wolszczak (ur. 1981) – polski aktor filmowy, teatralny i dubbingowy
- Jacek Woroniecki (1878–1949) – polski teolog, dominikanin
- Jacek Woszczerowicz (1904–1970) – polski aktor
- Jacek Wójcicki (ur. 1960) – polski aktor i piosenkarz
- Jacek Wszoła (ur. 1956) – polski sportowiec (skoczek wzwyż), mistrz olimpijski
- Jacek Yerka (ur. 1952) – malarz polski, projektant plakatów
- Jacek Zieliński (1946–2024) – polski muzyk, członek zespołu muzycznego Skaldowie
- Jacek Zieliński (ur. 1961) – polski piłkarz, trener
- Jacek Zieliński (ur. 1967) – polski piłkarz, trener
- Jacek Ziober (ur. 1965) – polski piłkarz
- Jacek Żakowski (ur. 1957) – polski dziennikarz
- Jacek Żemantowski (1939–2002) – polski dziennikarz sportowy

## W kulturze
- tytułowy bohater dobranocek Jacek i Agatka
- Jacek Soplica, jeden z głównych bohaterów Pana Tadeusza oraz ojciec tytułowego Tadeusza Soplicy

## Miejscowości
- Jacek – część miasta Lubartowa